# Frente de Liberación de la Mujer
El Frente de Liberación de la Mujer (FLM) es una organización española creada en Madrid el 25 de enero de 1976. Formó parte del movimiento feminista español que se movilizó durante la transición española. Estaba formado solo por mujeres y defendían la autonomía de la acción feminista y la independencia frente a los partidos políticos aunque admitían la llamada doble militancia.

## Historia
Se creó en Madrid en diciembre de 1975 y el Manifiesto Fundacional del FLM se publicó el 25 de enero de 1976, un mes después de la celebración de las Primeras Jornadas por la Liberación de la Mujer que constituyeron el primer encuentro feminista de carácter nacional que se celebró en España.
Formado por 200 militantes agrupadas en Comisiones de Trabajo contaban con afiliadas que pagaban cuotas y participaban en actos concretos.
Actuaron solamente en Madrid aunque tenían contactos en Euskadi y en Cataluña con la ANCHE.
Fue uno de los grupos del movimiento feminista en la transición española y forma parte de la historia del feminismo en España.

## Ideología
Según la historiadora Pilar Folguera, profesora de Historia Contemporánea de la Universidad Autónoma de Madrid, la organización intentó conciliar la militancia feminista con una alternativa global de lucha por el socialismo.
El FLM se autoproclamó una agrupación autónoma constituida sólo por mujeres e independiente de los partidos políticos del Estado Español y de las organizaciones sectoriales e insistía en que el movimiento feminista no debe conformarse con rechazar el papel de la correa de transmisión de los partidos sino que debe ir más allá  aunque admitían la posibilidad de la doble militancia en un partido y el movimiento feminista.
Reivindicaron que las mujeres sean reconocidas como ciudadanas de pleno derecho y destacaron su lucha contra el capitalismo y la sociedad dividida en clases con el objetivo de conseguir una sociedad socialista con igualdad económica para poder plantear el fin de la “ideología machista”.
Otras reivindicaciones señaladas en su manifiesto fundacional son la despenalización del aborto, los anticonceptivos libres y gratuitos, la desaparición en los medios de comunicación de los papeles sexistas y la supresión del tratamiento discriminatorio que recibe la mujer en función de su estado civil. También se sumaron a la reivindicación de las libertades democráticas en España pidiendo entre otras cosas una amnistía general, derogación del decreto-ley antiterrorista, jurisdicciones especiales y de la pena de muerte.

## Miembros
En la formación militaban mujeres referentes en el feminismo español como la filósofa Celia Amorós, miembro del FLM hasta 1980, Carlota Bustelo, primera directora del Instituto de la Mujer (1983-1988), la economista Carmen Mestre, Jimena Alonso, Fanny Rubio, Natalia Rodríguez, Alicia Ríos, Elena Arnedo, Violeta Demonte o la historiadora Gloria Nielfa.